# Shadow Warrior (серия игр)
Shadow Warrior — серия компьютерных игр в жанре шутер от первого лица. Первая игра серии была разработана компанией 3D Realms и издана GT Interactive, разработчиком последующих игр выступала студия Flying Wild Hog, издателем — Devolver Digital. Игры серии повествуют о борьбе воина Тени, современного ниндзя Ло Ванга, против орд демонов, выпущенных его боссом Орочи Зилла.

## Игры серии
| Название         | Разработчик     | Издатель         | Год  | Платформы                                      | Прим.       |
| ---------------- | --------------- | ---------------- | ---- | ---------------------------------------------- | ----------- |
| Shadow Warrior   | 3D Realms       | GT Interactive   | 1997 | MS-DOS, Windows, macOS, Linux, iOS, Android    |             |
| Shadow Warrior   | Flying Wild Hog | Devolver Digital | 2013 | Windows, macOS, Linux, PlayStation 4, Xbox One |             |
| Shadow Warrior 2 | Flying Wild Hog | Devolver Digital | 2016 | Windows, PlayStation 4, Xbox One               |             |
| Shadow Warrior 3 | Flying Wild Hog | Devolver Digital | 2022 | Windows, PlayStation 4, Xbox One               | [ 1 ] [ 2 ] |

### Shadow Warrior(1997)
Первая игра серии была выпущена в 1997 году. Разработчиком выступила компания 3D Realms. Сюжет повествует о бывшем наемнике корпорации «Zilla Enterprises», который противостоит монстрам из другого измерения, выпущенными Орочи Зилла.
В 2005 году был выпущен исходный код игры под лицензией GPL.
В 2013 году было выпущено переиздание Shadow Warrior Classic Redux.

### Shadow Warrior(2013)
Ремейк оригинальной игры. Был анонсирован в 2013 году компанией Devolver Digital. Разработкой занималась польская студия Flying Wild Hog. Выход игры состоялся 26 сентября 2013 года на ПК (версия для Windows), 21 октября 2014 года на игровых консолях PlayStation 4 и Xbox One, 31 марта 2015 года — на macOS и Linux.

### Shadow Warrior 2(2016)
Продолжение ремейка 2013 года. События Shadow Warrior 2 разворачиваются примерно спустя 5 лет после событий Shadow Warrior (2013). Разработчиком вновь выступила компания Flying Wild Hog, издателем — Devolver Digital. Игра была анонсирована 11 июня 2015 года. Выход игры на Windows состоялся 13 октября 2016 года, версии для PlayStation 4 и Xbox One вышли 19 мая 2017 года.

## Отзывы и критика
| Игра                  | GameRankings                           | Metacritic                 |
| --------------------- | -------------------------------------- | -------------------------- |
| Shadow Warrior        | (PC) 80.67% (iOS) 56.67%               | —                          |
| Shadow Warrior (2013) | (XONE) 77.10% (PS4) 76.73% (PC) 75.47% | (XONE) 74 (PC) 73 (PS4) 70 |
| Shadow Warrior 2      | (XONE) 79.17% (PC) 78.79% (PS4) 68.00% | (XONE) 78 (PC) 78 (PS4) 71 |